# Царьков, Евгений Игоревич
Евге́ний И́горевич Царько́в (укр. Євген Ігорович Царьков; род. 14 октября 1974, Коммунарск, Ворошиловградская область) — политический деятель, народный депутат Украины VI созыва, первый секретарь Одесского обкома Компартии Украины (2006), председатель Международного союза комсомольских организаций — Всесоюзный ленинский коммунистический союз молодёжи (МСКО-ВЛКСМ) (2009), в 2005—2009 годах первый секретарь Центрального комитета Ленинского коммунистического союза молодёжи Украины (ЛКСМУ), член Центрального комитета Компартии Украины (с 2005 года), член Совета СКП-КПСС (с 2009 года). Советник первого заместителя Председателя Верховной Рады Украины (2013). Секретарь СКП-КПСС (с 2014 года). Член Президиума Центрального комитета Компартии Украины (с 2014 года).

## Биография
Евгений Царьков родился в городе Коммунарск (ныне Алчевск) Луганской области 14 октября 1974 года в семье Игоря Сергеевича Царькова и Анны Петрованы Царьковой (дев. фамилия Задорожная). Мать — украинка, ветеран труда, работала санитаркой в противотуберкулезном диспансере, ныне пенсионерка; отец — русский (уроженец Архангельской области), работал инженером — электриком на Коммунарском коксохимзаводе, металлургическом комбинате.

### Образование
Закончил Алчевскую среднюю школу № 2 в 1990 году. В 1994 году окончил Одесский мореходный колледж Технического Флота и получил Красный диплом по специальности техник-гидротехник. Проходил практику и работал в городе Когалым Ханты-Мансийского автономного округа Тюменской области в АОЗТ «Сургутгидромеханизация» на земснарядах на Тевлино-русскинском месторождении, где получил рабочую специальность «Машинист механического оборудования 4 разряда».
В период обучения в мореходном училище окончил Одесскую морскую школу Общества Содействия Обороне Украины (правопреемник ДОСААФ), где в 1992 году решением военной экзаменационной комиссии была присвоена квалификация «Водолаз инженерных войск».
В 2006 году окончил Одесский Национальный университет имени И. И. Мечникова и получил Красный диплом по специальности «политолог», преподаватель социально-политических дисциплин.

### Трудовая деятельность
Работал машинистом механического оборудования, менеджером.
С 2001 года — на должности помощника-консультанта народных депутатов Украины разных созывов.
В 2007 году — консультант Комитета Верховной Рады Украины по вопросам борьбы с организованной преступностью и коррупцией.
В 2008 году избран народным депутатом Украины VI созыва.
С 15 января 2009 года — член Комитета Верховной Рады Украины по вопросам налоговой и таможенной политики.
С 6 февраля 2009 года — Председатель подкомитета по вопросам налога на прибыль юридических лиц Комитета Верховной Рады Украины по вопросам налоговой и таможенной политики.
В 2009 году — член Временной следственной комиссии Верховной Рады Украины по вопросам расследования функционирования газотранспортной системы Украины и обеспечения газом потребителей в 2008—2009 годах.
В 2009 году — секретарь Временной следственной комиссии Верховной Рады Украины для расследования коррупционных действий служебных лиц, которые препятствуют возврату 16-ти вертолетов МИ-8 (МТВ) в состав Сухопутных войск Вооруженных Сил Украины, переданных в аренду ЗАО «Украинские вертолеты».
в 2001 году — Секретарь Временной следственной комиссии Верховной Рады Украины по вопросам расследования обстоятельств и последствий деятельности на украинском рынке нефтепродуктов компании «Ливела» и других связанных с ней юридических лиц.
c 3 марта 2011 года — Заместитель председателя Комитета Верховной Рады Украины по вопросам финансов, банковской деятельности, налоговой и таможенной политики.
с 1 февраля 2012 года — Член научно-технического Совета Национальной программы информатизации Государственного агентства по вопросам науки, инноваций и информатизации Украины Госинформнауки Украины.
С 1 марта 2012 года — Председатель межфракционного объединения Верховной Рады Украины «За будущее Украины без курения». Яркий представитель договорных отношений фракции коммунистов в Парламенте Украины. В Верховной Раде занимал должность заместителя Главы Комитета по вопросу финансов, банковской деятельности, налоговой и таможенной политики.
с 18 мая 2012 года — Член Президиума ВОО «Совет по конкурентоспособности индустрии информационно-коммуникационных технологий Украины».
с 1 марта 2013 года — Советник Первого заместителя Председателя Верховного Совета Украины.

### Политическая деятельность

#### Комсомол
В мае 1989 года вступил в ряды Всесоюзного Ленинского Коммунистического Союза Молодёжи, где комсомольцы школы № 2 избрали Е. Царькова комсоргом.
В 1990 году был избран комсоргом Одесского мореходного училища технического флота.
С ноября 2003 года по ноябрь 2006 год был Первым секретарем Одесского обкома Ленинского Коммунистического Союза Молодёжи Украины.
С 2003 года — член бюро Центрального Комитета Ленинского Коммунистического Союза Молодёжи Украины.
С июля 2005 года — секретарь Центрального Комитета Ленинского Коммунистического Союза Молодёжи Украины.
С декабря 2005 года по декабрь 2009 года — Первый секретарь Центрального Комитета Ленинского Коммунистического Союза Молодёжи Украины (ЛКСМУ).
С января 2008 года по декабрь 2012 года — Сопредседатель международной общественной организации Всеукраинская пионерская организация имени В. И. Ленина (ВПО имени Ленина).
С декабря 2009 года — Председатель Союза Комсомольских Организаций — Всесоюзный Ленинский Коммунистический Союз Молодёжи (СКО-ВЛКСМ).
Под руководством Евгения Царькова в 2006 году были выпущены Комсомольские билеты нового образца, учётные карточки члена ЛКСМУ и начата их замена и выдача[значимость факта?].
В 2004 году Лидер Компартии Украины Петр Симоненко помог комсомольцам Украины возродить свой печатный орган. Им стал еженедельник «Новая волна +». Главным редактором и идейным вдохновителем газеты стал Первый секретарь Днепропетровского обкома ЛКСМУ Андрей Бондаренко. Вместе с Евгением Царьковым, Андрей Бондаренко в 2006 году инициировал перевод комсомольского издания на общегосударственный уровень и в этом же году первый номер еженедельника вышел в подписку. В 2008 году Бюро ЦК ЛКСМУ при поддержке ЦК КПУ довело разовый тираж еженедельника до 55 000 экземпляров и сделал газету самым массовым молодёжным изданием Украины.
Будучи избранным в 2009 году Председателем СКО-ВЛКСМ, по решению Исполкома, Евгений Царьков провел регистрацию и легализацию деятельности СКО-ВЛКСМ, как международной организации комсомола СНГ в Министерстве юстиции Украины. Юридический адрес организации предоставил Центральный комитет Коммунистической партии Украины в лице Петра Симоненко. Таким образом, Комсомол стал полноправным юридическим лицом, в постсоветский период. Сегодня, активными участниками СКО-ВЛКСМ являются комсомольские организации России, Украины, Белоруссии, Молдовы, Приднестровья, Армении, Азербайджана, Грузии.

#### Коммунистическая партия Украины
В 1998 году вступил в ряды Коммунистической партии Украины.
В 1999 году избран членом бюро Одесского городского комитета КПУ и Секретарем Одесского городского комитета Компартии Украины.
С октября 2004 года — член бюро Одесского областного комитета Компартии Украины.
С января 2005 года — секретарь Одесского областного комитета Компартии Украины.
С июня 2005 года — член Центрального Комитета Коммунистической партии Украины.
С апреля 2006 года — Первый секретарь Одесского областного комитета Коммунистической партии Украины.
В 2008 и 2009 инициатор всеукраинской акции «Я говорю по-русски».
С октября 2009 года — член Совета СКП-КПСС.
В 2010 году возглавил список КПУ в Одесский областной совет VI созыва. После победы сложил мандат № 1 в пользу молодого соратника по партии, так как являлся народным депутатом Украины.
С ноября 2014 года — Секретарь СКП-КПСС.
С декабря 2014 года — член Президиума Центрального комитета Компартии Украины.

### Международная деятельность
С 2005 года — Представитель от Ленинского Коммунистического Союза Молодёжи Украины и Международного Союза Комсомольских Организаций — Всесоюзного Коммунистического Союза Молодёжи во Всемирной федерации демократической молодёжи.
С 8 марта 2007 года — Координатор Всемирной федерации демократической молодёжи (WFDY) по странам Восточной Европы (2007, 8-14 марта, Ханой).
С 2009 года — Руководитель группы по межпарламентским связям с Боливарианской Республикой Венесуэла Верховной Рады Украины.
В марте 2004 года — делегат II съезда Союзного Государства Беларуси и России в Москве.
В августе 2005 года — делегат XVI Всемирного фестиваля молодёжи и студентов в Каракасе, Венесуэла.
В марте 2007 года — делегат с правом голоса от молодёжных организаций Восточной Европы на 17-й Ассамблее Всемирной федерации демократической молодёжи (WFDY) (The 17th Assembly of WFDY (9 — 14 March 2007 / Hanoi, Vietnam)
С марта 2010 года — Член Постоянной делегации в Парламентской ассамблее Черноморского экономического сотрудничества (ПАЧЭС).

## Награды
- апрель 2007 года — Награждён медалью «За верность присяге»[источник не указан 2341 день]
- ноябрь 2007 года — Награждён медалью «90 лет Великой Октябрьской Социалистической революции»[источник не указан 2341 день]
- ноябрь 2007 года — Награждён медалью «90 лет Вооруженным силам СССР»[источник не указан 2341 день]
- октябрь 2008 года — Медаль Омбудсмена Украины «За защиту прав человека»[источник не указан 2341 день]
- август 2009 года — Грамота Верховной Рады Украины «За заслуги перед Украинским Народом»[источник не указан 2341 день]
- декабрь 2009 года — Орден «Партийная доблесть» (высшая награда КПРФ)[источник не указан 2341 день]
- ноябрь 2014 года — Орден «Союза братских народов» (№ 20) (награда СКП-КПСС.[источник не указан 2341 день]

## Общественная деятельность
- Член Президиума «Совета по конкурентоспособности индустрии информационно — коммуникационных технологий Украины»[5] (недоступная ссылка)

## Инцидент с Шустер live

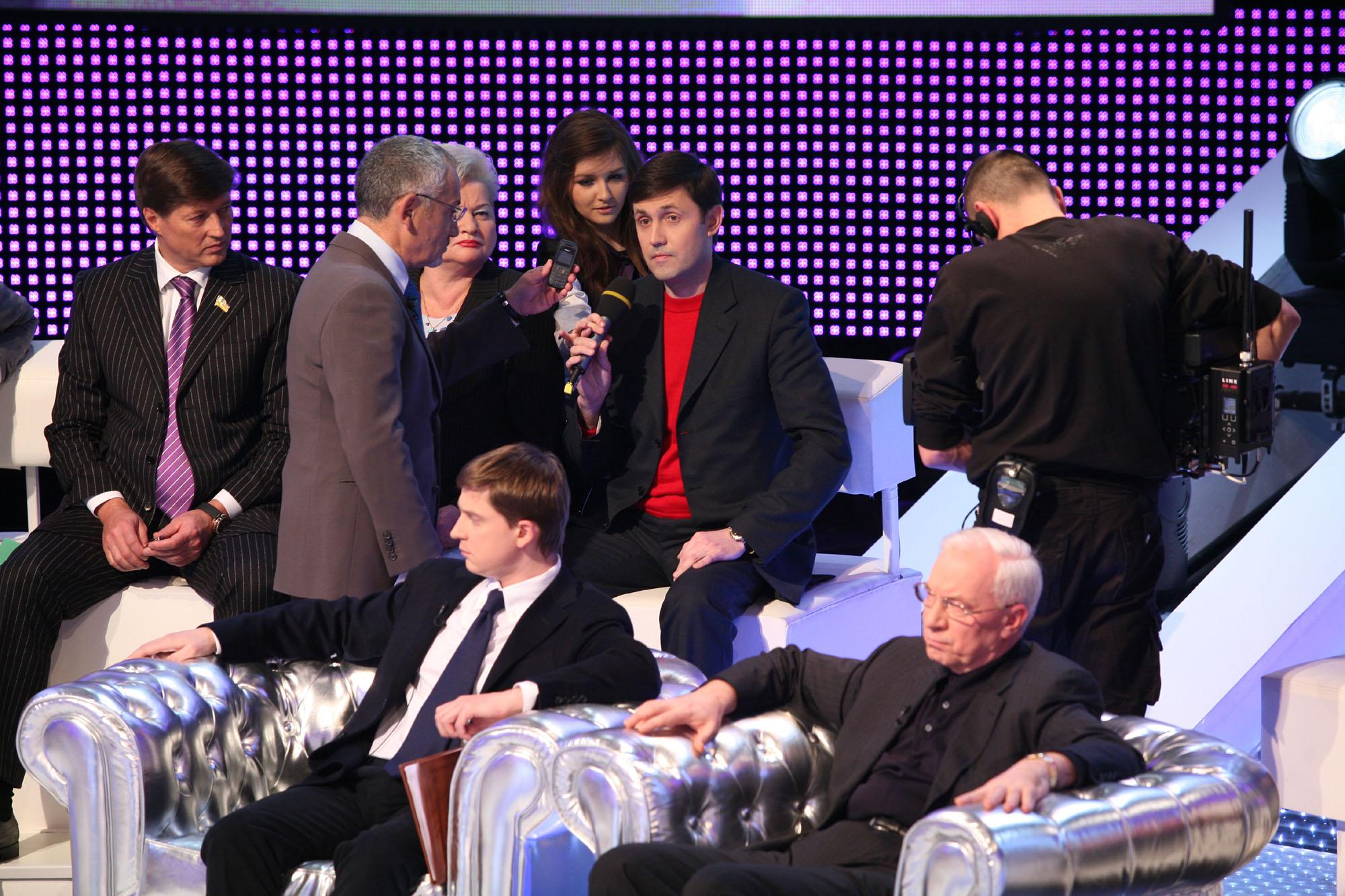
Эфир в студии Шустер Live

4 февраля 2011 года премьер-министру Украины Николаю Азарову был направлен депутатский запрос Евгения Царькова о сотрудничестве государственной структуры — общенационального и единственного официального телеканала Украины с коммерческим проектом, который представляет не гражданин Украины и недопустимости формирования общественного мнения и морали не резидентом Украины, а также финансирования таких проектов за бюджетные деньги. В нём Царьков в частности указал на необходимость рассмотрения вопроса о том, имеет ли право должностное лицо, президент Национальной телекомпании Украины Егор Бенкендорф, которое было в прямых экономических отношениях с коммерческим проектом «Савик Шустер Студии» телепередачей Шустер live, лоббировать его реализацию за государственные деньги.
11 февраля последовал ответ Егора Бенкендорфа, в котором он в частности заявил что не имеет никаких совместных коммерческих проектов с Савиком Шустером и отметил, что данный депутатский запрос является попыткой цензуры и вмешательства в редакционную политику средства массовой информации. В тот же день вышел очередной выпуск телепередачи Шустер live в котором внимание было уделено также и запросу Царькова. В этом эфире сам Савик Шустер заявил, что государственных денег он не получает.
Стоит напомнить, что в декабре прошлого года Евгений Царьков обвинил Савика Шустера в прямом эфире в расколе общества..

## Автор законодательных антитабачных иннициатив в Парламенте Украины
Евгений Царьков в VI созыве Верховной Рады Украины выступил автором и инициатором целого ряда резонансных антитабачных законопроектов. С 1 марта 2012 года — Председатель межфракционного объединения Верховной Рады Украины «За будущее Украины без курения», в которую в сентябре 2012 года вошли свыше ста народных депутатов Украиныиз разных фракций парламента.
В соответствии с отчетом межфракционного объединения, за 6 сессию народным депутатам и членам межфракционного объединения удалось добиться многих социальных и антитабачных инициатив.
В частности, принят законопроект о полном запрете рекламы табака на Украине, который запрещает наружную рекламу, рекламу в СМИ (в том числе и в интернете), на табачных киосках, а также проведение промоакций и лотерей табачных изделий.[значимость факта?]
Очередным законопроектом, запрещается курение в общественных местах. Украина стала 21-й страной Европы, где курить нельзя в общественных местах.
Также, несмотря на протесты со стороны табачных лоббистов, удалось принять норму, изменяющую требования к упаковке — предупреждающая о вреде курения надпись должна занимать 50 % пачки (сейчас — 30 %) и быть дополнена графическим предупреждением.

## Инициатор и автор законопроекта о запрете пропаганды гомосексуализма (законопроект 8711)
Евгений Царьков в VI созыве Верховной Рады Украины выступил автором и инициатором законопроекта о запрете пропаганды гомосексуализма № 8711 . Под документом поставили свои подписи представители всех фракций парламента Украины: Лилия Григорович (Наша Украина — Народная Самооборона), Екатерина Лукьянова (Наша Украина — Народная Самооборона), Юлия Ковалевская (Партия Регионов), П. Унгурян (Блок Юлии Тимошенко), Тарас Чорновил («Реформы ради будущего»).
Полное название законопроекта — проект Закона о внесении изменений в некоторые законодательные акты "«О защите прав детей на безопасное информационное пространство». Законопроект № 8711 предусматривает установление административной и уголовной ответственности за пропаганду гомосексуализма — через средства массовой информации и уличные мероприятия. В пояснительной записке законодатели указали, что распространение гомосексуализма составляет угрозу национальной безопасности, так как приводит к эпидемии СПИДа, разрушает институт семьи и углубляет демографический кризис.
Изначально, принятие такой законодательной нормы потребовали представители молодёжных и религиозных общественных организаций. Более 70 000 подписей из разных уголков Украины были собраны волонтерами и переданы народным депутатам Украины.
Законопроект также был поддержан уличными акциями. Сам законопроект стал резонансным. Многие интернет-СМИ поддержали инициативу. Так же инициативу поддержали и общенациональные издания.
Комитет Верховной Рады Украины по вопросам свободы слова и информации поддержал законопроект № 8711 «О защите детей от опасного информационного пространства». Соответствующее решение было принято на заседании 16 мая 2012 года. «Комитет по вопросам свободы слова и информации принял единственно правильное решение — поддержал законопроект, который сделает информационное пространство более безопасным. В этом и заключается миссия народных депутатов, которые занимаются вопросами масс-медиа», — отмечают в Комитете.
Комитет Верховной Рады Украины по вопросам семьи, молодёжной политики, спорта и туризма также поддержал законопроект № 8711 «О защите детей от опасного информационного пространства».
О поддержке законопроекта заявил Государственный комитет Украины по телевидению и радиовещанию. Об это говорится в официальном письме ведомства, которое было направлено в Кабинет министров Украины, а также в канцелярию Украинской Православной Церкви. Документ подписан первым заместителем Госкомтелерадио Анатолием Мураховским.
В лице противников принятия законопроекта выступили геи и лесбиянки, а также некоторые западные институции. В частности, Amnesty International призвала ВР отклонить законопроект, которым предлагается ввести уголовную ответственность за пропаганду гомосексуализма.
2 октября 2012 года 289 парламентариев из 350 (без 11 человек — Конституционное большинство) проголосовали «ЗА» в первом чтении законопроект № 8711 «О запрете пропаганды гомосексуализма».
Однако ко второму чтению и принятию в целом дело не дошло. Автор законопроекта Евгений Царьков объяснил это наличием гей-лобби как в стенах парламента, Кабинета министров Украины и Администрации Президента, так и не желанием спикера парламента Владимира Литивна, а также провластной Партии Регионов ссорится в преддверии парламентских выборов 28 октября 2012 года с США и либеральными кругами ЕС.
5 февраля 2013 года в интервью польской «Газете выборчей» министр иностранных дел Украины Леонид Кожара (представитель Партии Регионов) сказал, что одним из условий, поставленных ЕС для отмены визового режима, является внесение в КЗоТ положения, которое запрещает дискриминацию, в том числе на основании сексуальной ориентации. «Без закона, который запрещает дискриминацию геев, мы не сможем двигаться путём отмены виз». Он признал, что принятие этого документа (законопроект № 2342) будет непростым, но резюмировал: «Думаю, что воля к дальнейшей интеграции с ЕС перевесит разногласия по вопросу гомосексуалистов, и этот закон будет принят».
ЛГБТ объявили Евгения Царькова «Гомофобом года № 1».
Журналист из еженедельника «2000» Дмитрий Скворцов описал реакцию Евгения Царькова на такую агрессивную позицию ЛГБТ: «Когда мой законопроект 8711 о запрете пропаганды гомосексуализма гулял по Комитетам, приходилось лично ходить на каждое их заседание, дабы любители „задних дел“ не ставили палки в колеса. Комитет по делам семьи и молодёжи проголосовал единогласно „За“. А вот Комитет по свободе слова, которым руководил Стець — это что-то! Пришлось мне даже требовать от Регламентного комитета и Литвина соблюдения регламента ВР. Только благодаря соавторам законопроекта и общественным организациям, а также ежедневным митингам и пикетам под стенами Рады, Стець был вынужден поставить законопроект на рассмотрение Комитета, нарушив до этого уйму сроков. Сучье племя! Отобрали у детей детство, а теперь ещё подменяют мораль… Красивая радуга — теперь символ педерастов и лесбиянок, а розового слоника и голубой вагон используют в своей педерастической пропаганде… А что им, извращенцам, ещё делать, раз родители не досмотрели? Ведь естественным путём они размножаться не умеют, поэтому единственный способ для их размножения — пропаганда гомосексуализма. Именно через пропаганду они набирают в армию Содома и Гоморры новое пополнение, и зачастую из детей и подростков. Так что даже запрета пропаганды мало. Нужно советскую уголовную ответственность вводить для подонков.
P.S. А званием Гомофоб года № 1, конечно горжусь, как гордился бы любой нормальный человек».
Также, 30 июня 2012 года известный английский певец и композитор Элтон Джон во время своего концерта в Киеве со сцены выступил против законопроекта № 8711 (о запрете пропаганды гомосексуализма) под авторством Е. Царькова и других. Вмешиваясь во внутренние дела независимого государства, Джон призвал слушателей, в том числе и представителей власти и парламента, не допустить принятие данного закона.